# Glasgow City
Glasgow City är en av Skottlands kommuner och har även status som city och ståthållarskap (lieutenancy area). Glasgow City upprättades år 1996 och gränsar mot Renfrewshire, West Dunbartonshire, East Dunbartonshire, North Lanarkshire, South Lanarkshire och East Renfrewshire. Förutom huvudorten Glasgow finns även fler orter. Kommunen hette från början City of Glasgow, men ändrade officiellt sitt namn till Glasgow City den 4 april 1996, endast tre dagar efter den genomgripande kommunreform som genomfördes i Skottland det året.